# Observatorio Griffith
El Observatorio Griffith (Griffith Observatory en inglés) se encuentra en Los Ángeles, California, EE. UU. Está ubicado en la zona sur de la Montaña Hollywood, en el Parque Griffith. Tiene vistas del Centro de Los Ángeles, Hollywood y el océano Pacífico. El observatorio es un lugar visitado tanto por turistas como por la población local y contiene una amplia selección de exposiciones relacionadas con el cosmos y la ciencia. En 2002 se inició un proceso de renovación, ampliando su espacio, y fue reabierto al público el 3 de noviembre de 2006.

## Historia
El terreno donde está situado el Observatorio Griffith fue donada a la Ciudad de Los Ángeles por el coronel Griffith J. Griffith en 1896. En su testamento, Griffith donó dinero para construir un observatorio, una sala de exposiciones y un planetario en el terreno. La construcción comenzó el 20 de junio de 1933 y duró hasta mayo de 1935, cuando el edificio abrió al público por primera vez. Más de 13 000 personas visitaron el observatorio en sus primeros 5 días de funcionamiento. Dinsmore Alter fue el primer director del observatorio.
Durante la Segunda Guerra Mundial, la Fuerza Aérea de los Estados Unidos usó el planetario para adiestrar a sus pilotos en la navegación astronómica. El planetario fue usado por la misma razón durante los años 1960 para adiestrar a los astronautas del Programa Apolo.

## Galería

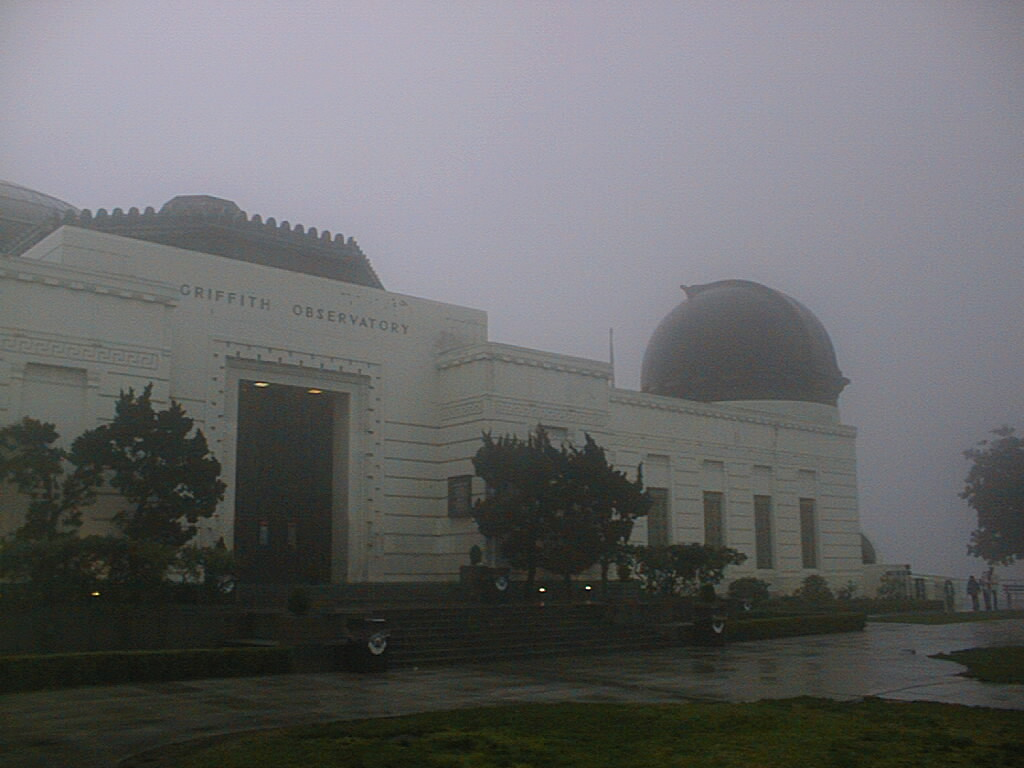
Foto del observatorio en una mañana nublada antes de la renovación.
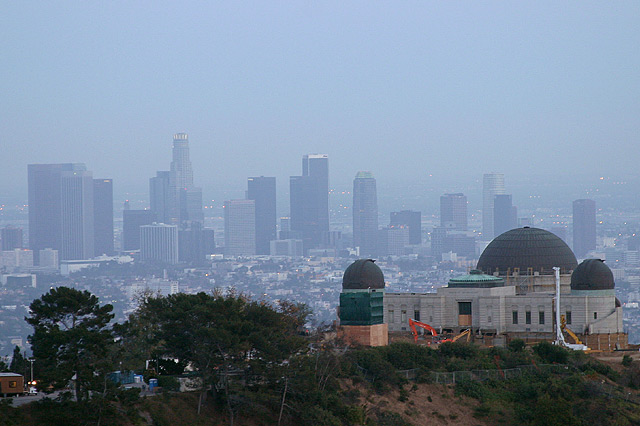
Vista de Los Ángeles y el observatorio durante la expansión.
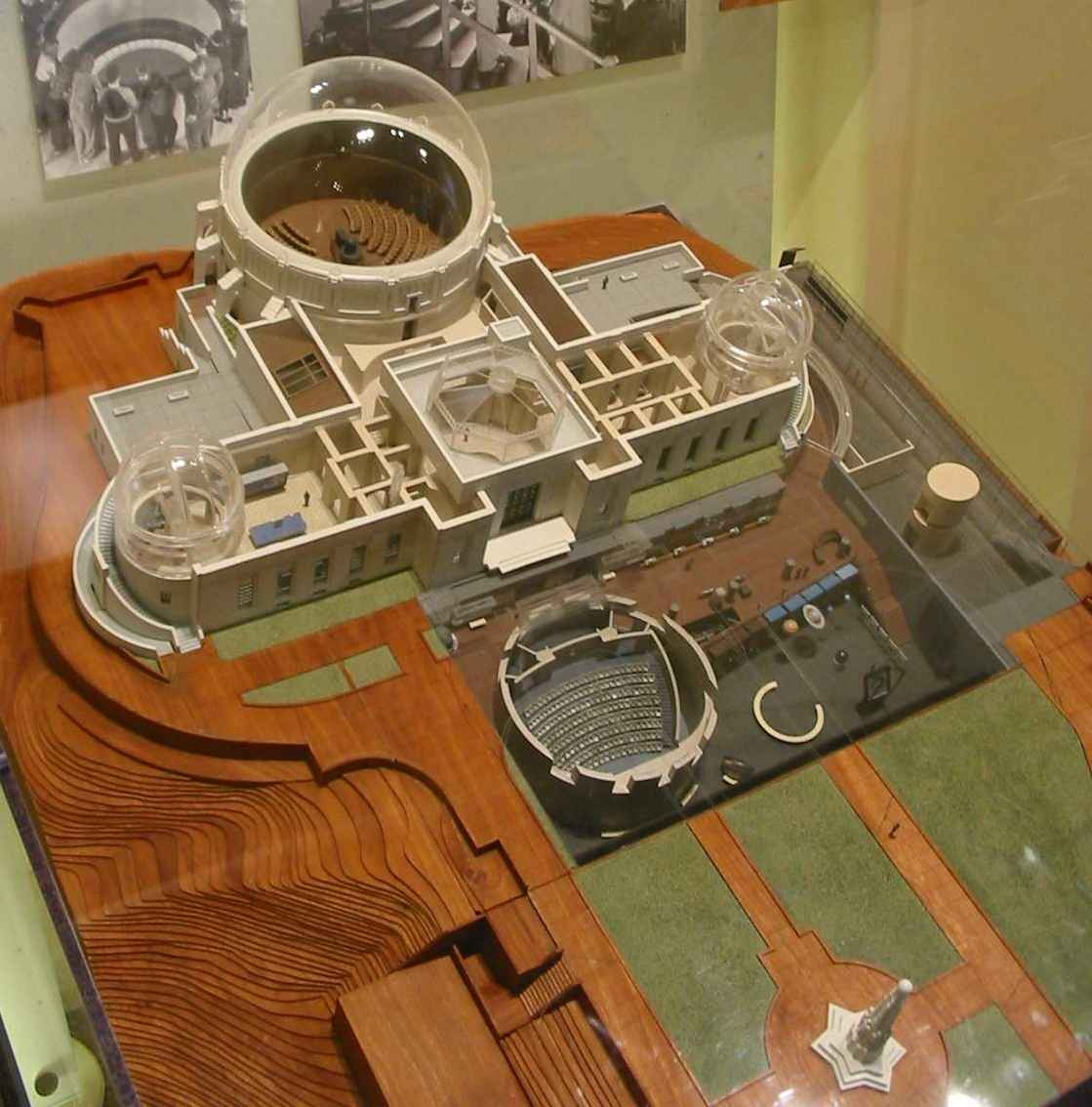
Una maqueta del observatorio con las nuevas exposiciones subterráneas.
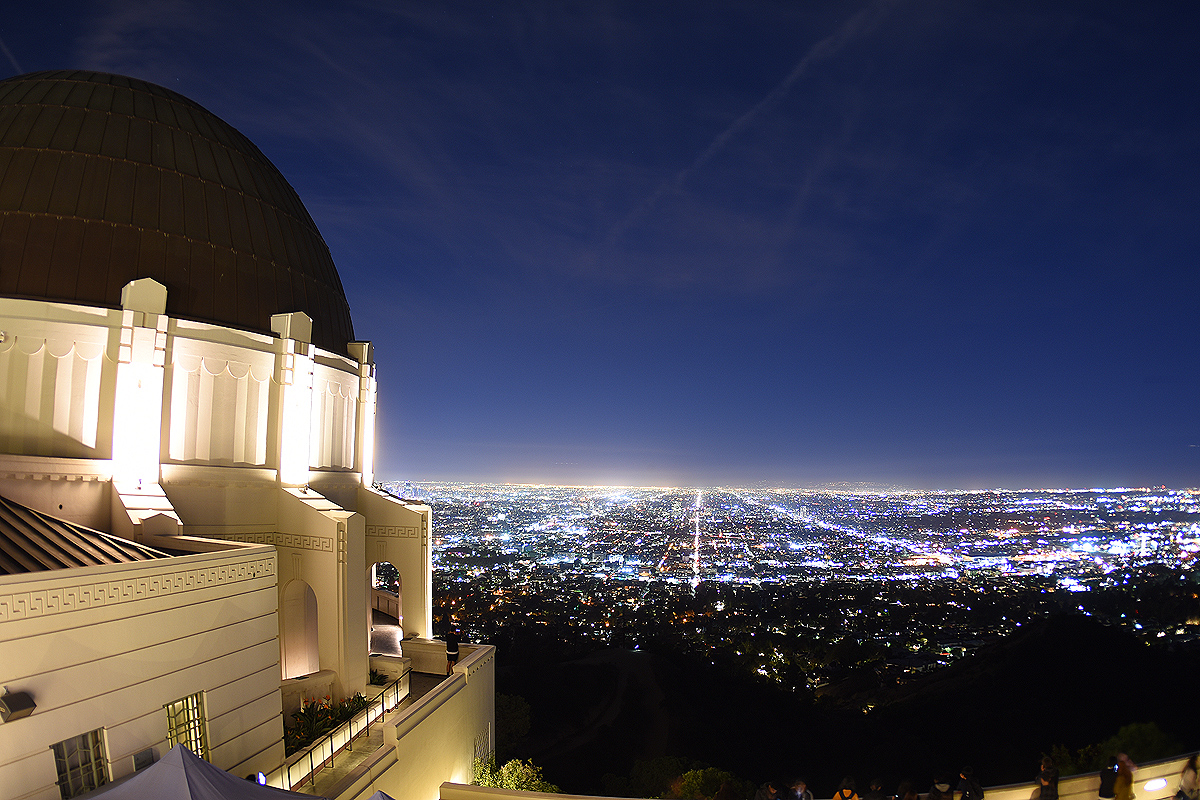
Vista nocturna de la cúpula del observatorio con la Ciudad de Los Ángeles de fondo.